# ماسيرو

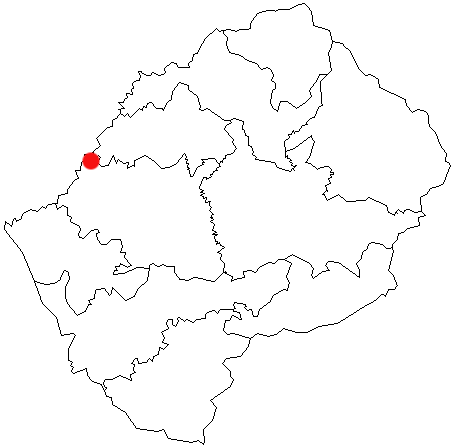
موقع ماسيرو

ماسيرو هي عاصمة ليسوتو. تقع على نهر كاليدون، بالقرب من جنوب أفريقيا. عدد سكانها 1.8 مليون نسمة (عام 2004).
وهي عاصمة مملكة ليسوتو التي تعد جيباً داخل جنوب أفريقيا وتنتشر بها مرض الايدز وتعتمد في مراسلاتها على ميناء دربان بجمهورية جنوب أفريقيا وأكثر الاجانب بها هم الصينيون الذين يمتلكون مصانع النسج ويسمى شعب ليسوتو بالباسوت وهم شعب فقير وطيب جداً كما يوجد بها ثلاث فنادق سياحية

## المناخ
يظهر الجدول التالي التغييرات المناخية على مدار السنة لماسيرو:
| البيانات المناخية لـماسيرو              | البيانات المناخية لـماسيرو | البيانات المناخية لـماسيرو | البيانات المناخية لـماسيرو | البيانات المناخية لـماسيرو | البيانات المناخية لـماسيرو | البيانات المناخية لـماسيرو | البيانات المناخية لـماسيرو | البيانات المناخية لـماسيرو | البيانات المناخية لـماسيرو | البيانات المناخية لـماسيرو | البيانات المناخية لـماسيرو | البيانات المناخية لـماسيرو | البيانات المناخية لـماسيرو |
| الشهر                                   | يناير                      | فبراير                     | مارس                       | أبريل                      | مايو                       | يونيو                      | يوليو                      | أغسطس                      | سبتمبر                     | أكتوبر                     | نوفمبر                     | ديسمبر                     | المعدل السنوي              |
| --------------------------------------- | -------------------------- | -------------------------- | -------------------------- | -------------------------- | -------------------------- | -------------------------- | -------------------------- | -------------------------- | -------------------------- | -------------------------- | -------------------------- | -------------------------- | -------------------------- |
| متوسط درجة الحرارة الكبرى °م (°ف)       | 28 (82)                    | 27 (81)                    | 25 (77)                    | 21 (70)                    | 18 (64)                    | 15 (59)                    | 16 (61)                    | 19 (66)                    | 23 (73)                    | 24 (75)                    | 26 (79)                    | 28 (82)                    | 23 (72)                    |
| متوسط درجة الحرارة الصغرى °م (°ف)       | 14 (57)                    | 14 (57)                    | 12 (54)                    | 8 (46)                     | 3 (37)                     | 0 (32)                     | −1 (30)                    | 2 (36)                     | 6 (43)                     | 9 (48)                     | 12 (54)                    | 13 (55)                    | 8 (46)                     |
| الهطول مم (إنش)                         | 114 (4.5)                  | 89 (3.5)                   | 96 (3.8)                   | 67 (2.6)                   | 29 (1.1)                   | 12 (0.5)                   | 14 (0.6)                   | 15 (0.6)                   | 19 (0.7)                   | 63 (2.5)                   | 80 (3.1)                   | 93 (3.7)                   | 691 (27.2)                 |
| متوسط أيام هطول الأمطار (≥ 0.1 mm)      | 13                         | 10                         | 11                         | 8                          | 6                          | 3                          | 3                          | 3                          | 3                          | 8                          | 10                         | 10                         | 88                         |
| متوسط الرطوبة النسبية (%)               | 37                         | 42                         | 43                         | 42                         | 38                         | 35                         | 32                         | 27                         | 24                         | 30                         | 34                         | 35                         | 35                         |
| ساعات سطوع الشمس الشهرية                | 287                        | 263                        | 259                        | 241                        | 247                        | 232                        | 254                        | 279                        | 278                        | 276                        | 279                        | 307                        | 3٬202                      |
| المصدر: Danish Meteorological Institute |                            |                            |                            |                            |                            |                            |                            |                            |                            |                            |                            |                            |                            |

## توأمة
لماسيرو اتفاقيات توأمة مع كل من:
- أوستن
- كوبلنتس

## أعلام
- الأمير ليروتولي سيسو
- آرثر لويس
- بيتر هوبسون
- ستيف باركر